# Mütherova věž

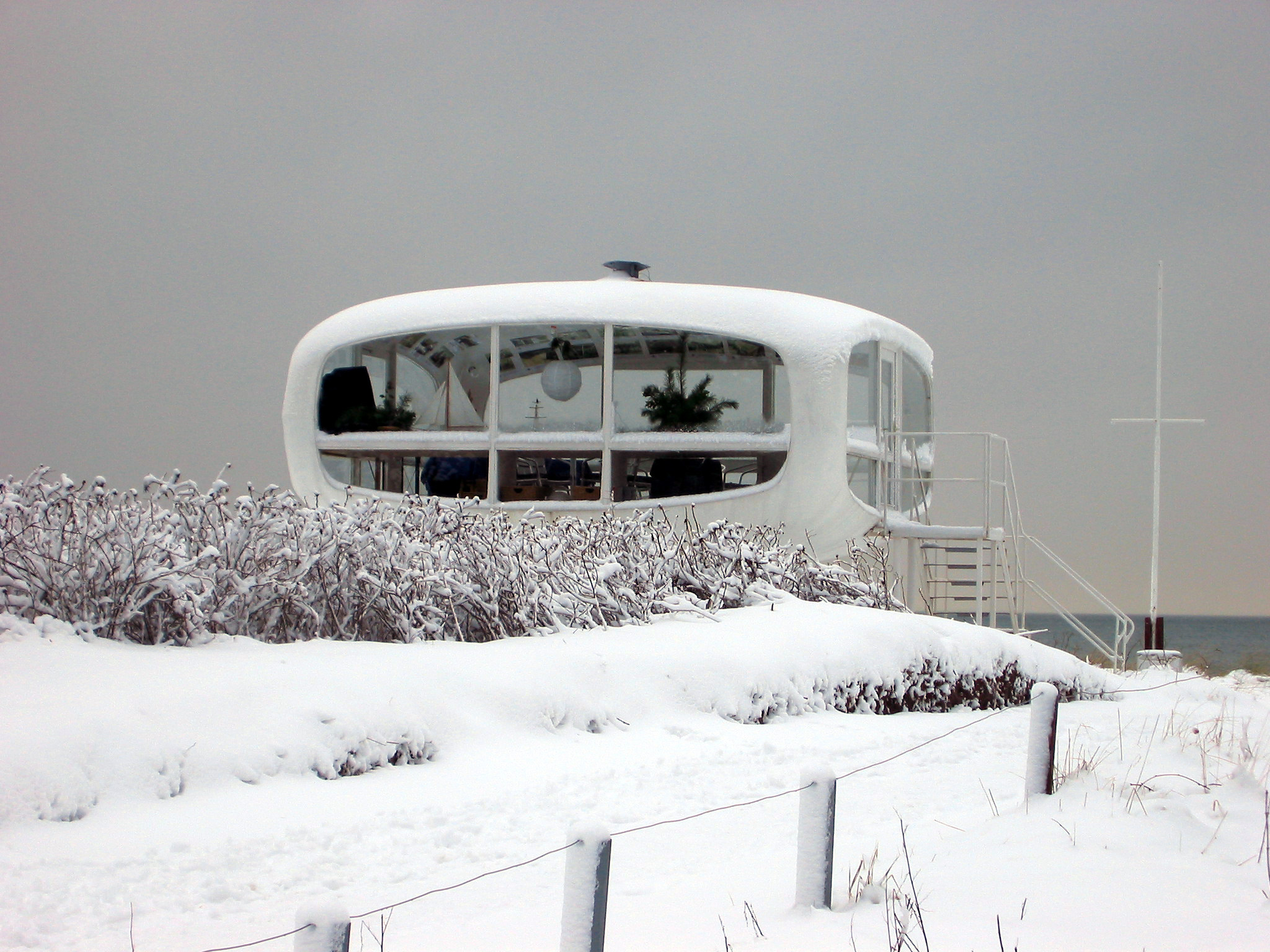
Mütherova věž ve sněhu (2005)

Mütherova věž (německy Müther-Turm) je označení pro objekt někdejší záchranářské věže neobvyklého tvaru v přímořských lázních Binz na ostrově Rujána, na pobřeží Baltského moře. Název nese po svém tvůrci, německém architektu Ulrichu Mütherovi, který se svou rodinou v Binzu také celý život žil.
Věž byla postavena v roce 1981, po rekonstrukcích provedených v letech 2004 a 2018 slouží jako obřadní síň města Binz, příležitostně se tam konají také autorská čtení a koncerty. Svým tvarem připomíná UFO.
Podobná stavba, která dnes již nestojí, je k vidění ve 20. epizodě seriálu 30 případů majora Zemana s názvem „Modrá světla“ (1974).

## Podobné stavby
- Monsanto House of the Future – experimentální „plastový“ dům v Disneylandu v Kalifornii, existující v letech 1957 až 1967[4]
- Mirante Belvedere – bývalá restaurace u brazilského města Petrópolis z roku 1960 (dnes ruina)[5]
- Experimentální plastový dům v Leningradě – postaven roku 1961 a zbourán roku 1964[6][7]